# Andrea Amici (medico)
Andrea Amici (Roma, 1870 – Roma, 28 dicembre 1928) è stato un medico italiano.

## Biografia
Andrea Amici nacque a Roma nel 1870; intraprese gli studi di medicina presso La Sapienza e, divenuto medico, esercitò la sua attività spesso a titolo gratuito, dedicandosi con magnanimità ai più poveri di Roma, particolarmente quello del rione Ponte, dove viveva. Fu anche medico curante di diverse congregazioni religiose.
Sposato con Virginia Romanini, ebbe da lei una figlia: Maria Rosaria. Fu primario dell'ospedale di Santo Spirito in Sassia, e durante un'assenza del dottor Giuseppe Lapponi, fu chiamato ad assistere papa Pio X, con il quale creò subito una grande intesa: il pontefice, a breve, lo nominò archiatra pontificio e, per la sua indole mite e pacifica, prese a soprannominarlo «il beato Andrea». 
Fu medico personale anche di papa Pio XI; un giorno, mentre assisteva il pontefice durante una processione, passando in dicembre sotto le Logge Vaticane, contrasse una polmonite che repentinamente lo portò alla morte. È sepolto al Cimitero del Verano.

## Memoria
Il comune di Roma nel 1953 gli intitolò una via nella zona di Boccea.